# Gott der Herr ist Sonn und Schild, BWV 79

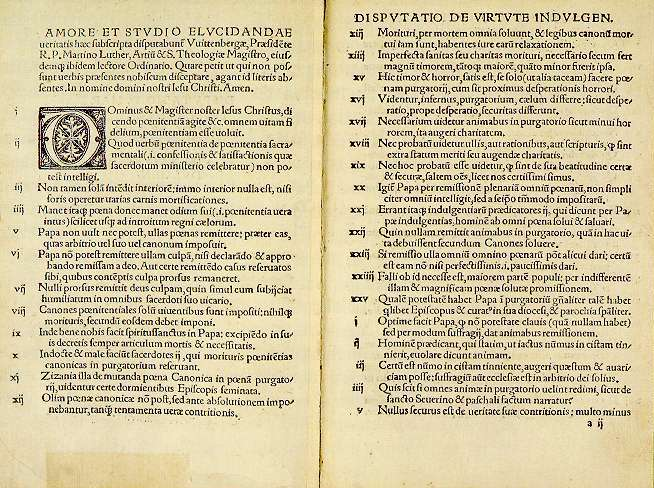
Las 95 tesis de Lutero, inicio de la Reforma protestante.

Gott der Herr ist Sonn und Schild, BWV 79 (Dios el Señor es sol y escudo) es una cantata de iglesia escrita por Johann Sebastian Bach en Leipzig para el Día de la Reforma y estrenada el 31 de octubre de 1725.

## Historia
Bach compuso esta obra durante su tercer año como Thomaskantor en Leipzig para el Día de la Reforma. La cantata fue interpretada por primera vez el 31 de octubre de 1725. Una nueva interpretación tuvo lugar probablemente en 1730, cuando Bach reelaboró la orquestación de la pieza, doblando los oboes mediante las flautas y asignando a una flauta como instrumento obbligato en el aria para alto. La música del coro inicial y del dúo fueron utilizadas de nuevo en su Misa en sol mayor, BWV 236, y la música del aria para alto en su Misa en la mayor, BWV 234.

## Análisis

### Texto
Las lecturas establecidas para ese día eran de la segunda epístola a los tesalonicenses, "sed firmes contra los adversarios" (2 Tesalonicenses 2:3-8), y del Apocalipsis "temed a Dios y alabadle" (Apocalipsis 14:6-8).
Un poeta desconocido se preocupó por las lecturas, pero hizo justicia a la ocasión festiva comenzando con una cita del Salmo 84 (Salmos 84:11), e incluyó la primera estrofa del himno "Nun danket alle Gott" de Martin Rinckart y como coral de cierre la estrofa final del himno Nun laßt uns Gott dem Herren de Ludwig Helmbold.

### Instrumentación
La obra está escrita para tres voces solistas (soprano, alto y bajo), un coro a cuatro voces; dos trompas, timbales, dos flauto traverso, dos oboes, dos violines, viola y bajo continuo.

### Estructura
Consta de seis movimientos.

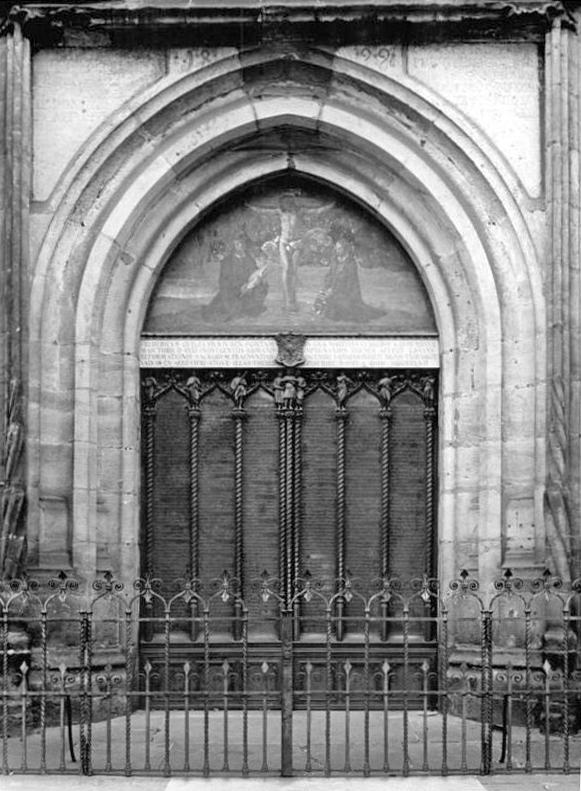
Schlosskirche, Wittenberg, puerta principal.

1. Coro: Gott, der Herr, ist Sonn und Schild
2. Aria (alto): Gott ist unser Sonn und Schild
3. Coral: Nun danket alle Gott
4. Recitativo (bajo): Gottlob! Wir wissen den rechten Weg zur Seligkeit
5. Dúo (soprano, bajo): Gott, ach Gott, verlaß die Deinen nimmermehr
6. Coral: Erhalt uns in der Wahrheit

John Eliot Gardiner, que dirigió las cantatas para la reforma en la Schlosskirche de Wittenberg, donde comenzó la reforma, describe el coro de apertura como una procesión ceremonial, and escucha el "insistente ritmo de la percusión" que va junto con las "fanfarrias de las trompas agudas" como si fuese el "martilleo de las tesis de Lutero en la puerta de roble en la parte trasera de la iglesia". El ritornello instrumental introduce dos temas: "un tema festivo, similar a una marcha para trompas y timbales, y un contra-tema más animado que desarrolla a partir de una nota que se escucha siete veces. La siguiente aria expresa ideas similares de una manera personal, "tranquila e individual". En el movimiento 3, el primer coral, Bach utiliza el primer tema del comienzo de nuevo, simultáneamente con la melodía del coral. Helmuth Rilling señala la unidad del tema, la alabanza y agradecimiento a Dios, durante los tres primeros movimientos. Gardiner asume que el sermón pudo haber seguido el coral.
El único recitativo, cantado por el bajo, menciona la razón para el agradecimiento en esta ocasión. "Du hast uns durch dein Wort gewiesen" (Nos has instruido a través de tu palabra), aborda "las cuestiones fundamentales de la Reforma", como indica Rilling. Gardiner escucha en el "inocente" dúo de la segunda parte "un pre-eco … de Papageno y Papagena, una impresión mozartiana, reforzada por la insinuación de Eine kleine Nachtmusik en los ritornelli del violín". La cantata concluye con una arreglo a cuatro voces del segundo coral, solicitando los dones de la verdad y la libertad.

## Discografía selecta
De esta pieza se han realizado una serie de grabaciones entre las que destacan las siguientes.
- 1950 – The RIAS Bach Cantatas Project (1949-1952). Karl Ristenpart, RIAS-Kammerchor, RIAS-Kammerorchester, Agnes Giebel, Lorri Lail, Dietrich Fischer-Dieskau (Audite)
- 1952 – J.S. Bach: Cantatas BWV 39 & 79. Fritz Lehmann, Berliner Motettenchor, Berliner Philharmoniker, Gunthild Weber, Lore Fischer, Hermann Schey (Archiv Produktion)
- 1955 – J.S. Bach: Kantate BWV 79. Karl Richter, Münchener Bach-Chor, miembros de Bavarian State Opera Munich, Antonia Fahberg, Beatrice Krebs, Kieth Engen (Decca)
- 1958 – J.S. Bach: Cantata No. 140 & 57. Karl Ristenpart, Chorus of the Conservatory of Sarrebruck, Chamber Orchestra of the Saar, Ingeborg Reichelt, Annelotte Sieber-Ludwig, Jakob Stämpfli (Accord)
- 1964 – Les Grandes Cantates de J.S. Bach Vol. 19. Fritz Werner, Heinrich-Schütz-Chor Heilbronn, Pforzheim Chamber Orchestra, Edith Selig, Claudia Hellmann, Jakob Stämpfli (Erato)
- 1967 – J.S. Bach: Cantatas BWV 80 & 79. Wolfgang Gönnenwein, Süddeutscher Madrigalchor, Consortium Musicum, Elly Ameling, Janet Baker, Hans Sotin (EMI)
- 1980 – J.S. Bach: Das Kantatenwerk Vol. 20. Gustav Leonhardt, Knabenchor Hannover, Collegium Vocale Gent, Leonhardt-Consort, solista del Knabenchor Hannover, Paul Esswood, Max van Egmond (Telefunken)
- 1982 – Bach Made in Germany Vol. 4. Hans-Joachim Rotzsch, Thomanerchor, Gewandhausorchester, Arleen Augér, Ortrun Wenkel, Theo Adam (Eterna)
- 1997 – Lecture Concerts: New Recordings Cantatas. Helmuth Rilling, Frankfurter Kantorei, Gächinger Kantorei, Bach-Collegium Stuttgart, Sibylla Rubens, Ingeborg Danz, Markus Marquardt (Hänssler)
- 2000 – Bach Edition Vol. 15: Cantatas Vol. 8. Pieter Jan Leusink, Holland Boys Choir, Netherlands Bach Collegium, Ruth Holton, Sytse Buwalda, Bas Ramselaar (Brilliant Classics)
- 2000 – Bach Cantatas Vol. 10. John Eliot Gardiner, Joanne Lunn, William Towers, Peter Harvey (Soli Deo Gloria)
- 2001 – J.S. Bach: Complete Cantatas Vol. 16. Ton Koopman, Amsterdam Baroque Orchestra & Choir, Sandrine Piau, Bogna Bartosz, Klaus Mertens (Antoine Marchand)
- 2007 – J.S. Bach: Cantatas Vol. 40, BWV 79, 137, 164, 168. Masaaki Suzuki, Bach Collegium Japan, Yukari Nonoshita, Robin Blaze, Makoto Sakurada, Peter Kooy (BIS)
- 2008 – J.S. Bach: Wo Gott der Herr nicht bei uns hält. Georg Christoph Biller, Thomanerchor, Gewandhausorchester, solistas del Thomanerchor, Gotthold Schwarz (Rondeau Production)
- 2014 – J.S. Bach: Lutheran masses Vol. II. Harry Christophers, The Sixteen (Coro) Esta grabación incluye la cantata y las misas luteranas relacionadas. (BWV 236 & BWV 234).